# Geomal
Geomal – wieś w Rumunii, w okręgu Alba, w gminie Stremț. W 2011 roku liczyła 327 mieszkańców.